# オルパ
オルパは、旧約聖書「ルツ記」の登場人物の女性。「首」という意味のヘブライ語が由来であり、「強情」であるというニュアンスを含む。

## 生涯
「ルツ記」の記述によると、オルパはエリメレクとナオミの息子キルヨンと結婚したモアブの女で、ルツの義妹である。オルパとルツはユダのベツレヘムから移住してきた。
オルパとルツはユダのベツレヘムから移住してきたヘブル人と結婚した。彼女たちの夫が死んだ後に、2人は姑のナオミにベツレヘムの実家に帰るように2度勧められた。一度は、2人ともナオミの申し出を断り留まろうとしたが、2度目にオルパは折れて実家に帰り、ルツだけが残った。オルパは実家に戻り、モアブの神ケモシュを礼拝する生活に戻った。